# Aterica galene
Aterica galene är en fjärilsart som beskrevs av Brown. Aterica galene ingår i släktet Aterica och familjen praktfjärilar. Inga underarter finns listade i Catalogue of Life.

## Bildgalleri

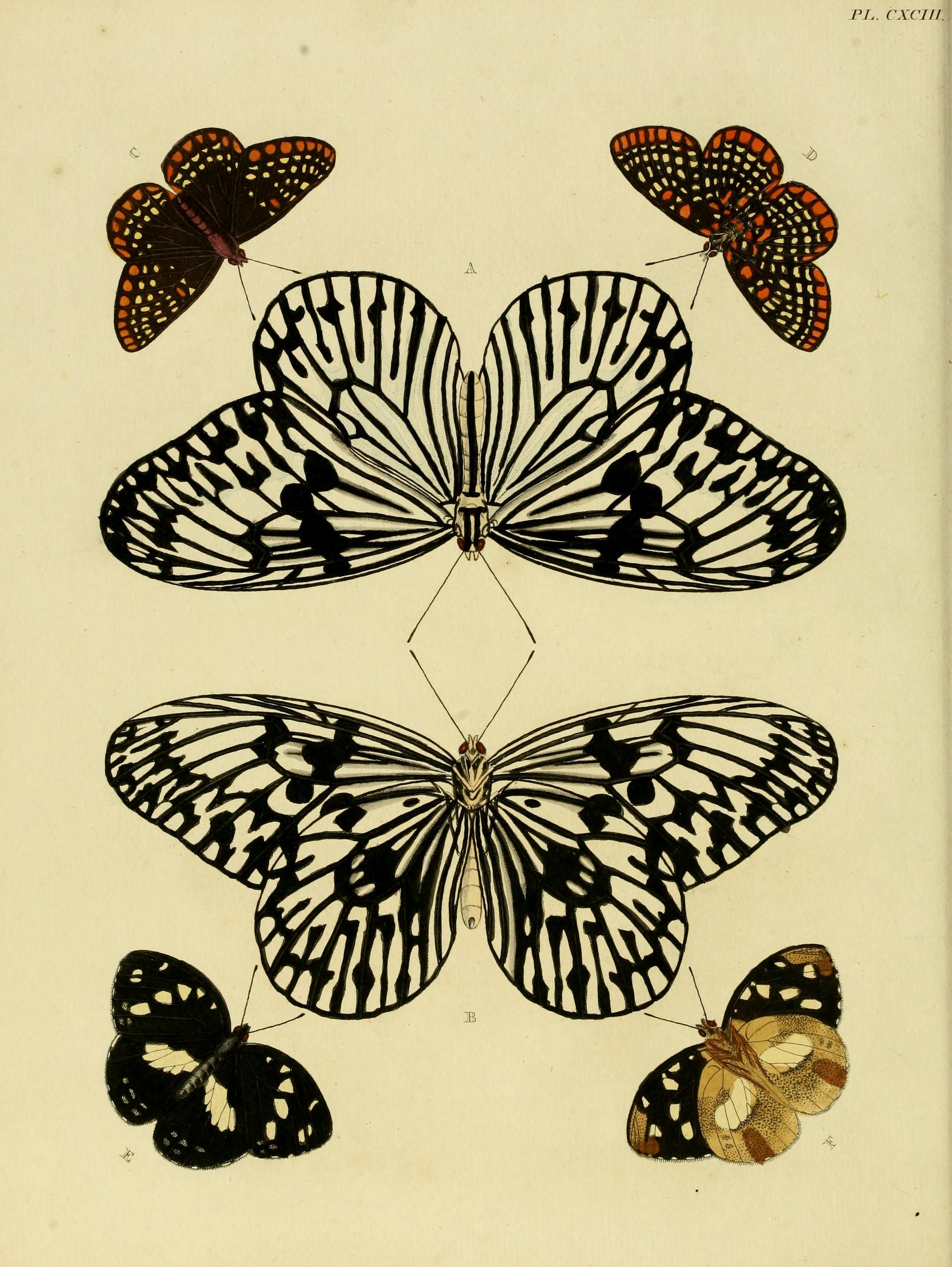